# Cephalotes inca
Cephalotes inca är en myrart som först beskrevs av Santschi 1911.  Cephalotes inca ingår i släktet Cephalotes och familjen myror. Inga underarter finns listade.